# Spalax graecus
Lo spalace della Bucovina (Spalax graecus Nehring, 1898) è un Roditore della famiglia degli Spalacidi.

## Descrizione
Lo spalace della Bucovina è uno spalace di grande taglia: misura 19–31 cm di lunghezza e pesa 200-450 g. Il mantello presenta differenti sfumature di grigio. La parte posteriore della testa, e talvolta la fronte, è bianca. Possiede file di setole rigide, rizzate sulla testa, di colore bianco puro. È privo di vibrisse. Il cranio è simile a quello dello spalace occidentale, con rostro più largo e senza perforazioni su ciascun lato dell'apertura posteriore.

## Distribuzione e habitat
Lo spalace della Bucovina è presente unicamente in poche località della Romania (Suceava, Craiova, Transilvania e bacino del Danubio inferiore), dell'Ucraina sud-orientale (Cernovcy) e della Moldavia. Il suo areale è molto frammentato; in Ucraina è divenuto così raro che non viene più avvistato da 20-40 anni e si teme che sia scomparso.
Vive in praterie, steppe e aree coltivate, così come in piccoli campi di patate e di barbabietole e ai bordi delle strade. La densità di popolazione è generalmente bassa, in media 1-3 esemplari per ettaro, al massimo fino a 23 per ettaro.

## Biologia
Crepuscolare e notturno, lascia raramente le sue gallerie. Ciascun animale scava una tana complessa con gallerie di 8–10 cm di diametro, una camera col nido e camere di stoccaggio delle provviste. Erbivoro, si nutre di parti sotterranee di piante, tuberi e rizomi. Ove la densità di popolazione è elevata arreca danni alle colture.

## Conservazione
Lo spalace della Bucovina è minacciato dall'agricoltura intensiva, dal momento che non può sopravvivere su terreni arati troppo di frequente. In Transilvania, dove è ancora praticata l'agricoltura di sussistenza, è più numeroso che nelle altre zone dell'areale.